# 스텔스 98
《스텔스 98》(Black Thunder)은 미국에서 제작된 릭 제이콥슨 감독의 1997년 액션, 드라마 영화이다. 마이클 듀디코프 등이 주연으로 출연하였다.

## 출연

### 주연
- 마이클 듀디코프
- 프레드릭 포레스트